# Stevns Klint
Stevns Klint és un penya-segat de carbonat càlcic situat a uns 6 km al sud-est de Store Heddinge a l'illa danesa de Sjælland. S'estén al llarg de 14,5 quilòmetres de la costa, és d'importància geològica com un dels límits Cretaci-Terciari (K/T) millor exposats del món, evidència de l'impacte del meteorit que portar a l'extinció dels dinosaures. Malgrat l'erosió freqüent, el penya-segat s'eleva a una altura de fins a 40 m. Està inscrit a la llista del Patrimoni de la Humanitat de la UNESCO des del 2014.

## Geologia
El penya-segat mostra seccions de l'etapa més tardana del Maastrichtià (fa entre 72 i 66 milions d'anys) i de l'etapa més primerenca del Danià (fa entre 66 i 62 milions d'anys).
Un estrat fosc de "argila de peix" (Fiskeler en danès, lit. "peixateria") de diversos centímetres d'espessor i que conté iridi, marca amb claredat la frontera entre el Cretaci i el Paleogen. Aquestes capes poden veure's també a gran profunditat en els túnels de Stevnsfortet, una fortalesa de la Guerra Freda construïda l'any 1953. La creta de bryozoa del penya-segat és molt resistent als impactes tant d'armament convencional com a nuclear.

## Museu de la Guerra Freda
El Museu de la Guerra Freda de la Fortalesa de Stevns va obrir les portes al públic l'any 2008. Inclou una àmplia mostra d'equipament militar i una visita guiada d'hora i mitja de durada a través del vast sistema de túnels subterranis de la fortalesa. Aquest complex s'estén al llarg d'1,6 km de túnels, barracons i centres de comandament, a més d'un hospital i fins a una capella. També inclou dos dipòsits de municions per als seus canons de 15 centímetres. Els túnels es troben a 18-20 metres de profunditat, excavats en la seguretat de la calcària blanca de Stevns. La fortalesa secreta es va construir l'any 1953 i va seguir sent operativa fins a l'any 2000.

## Església d'Højerup

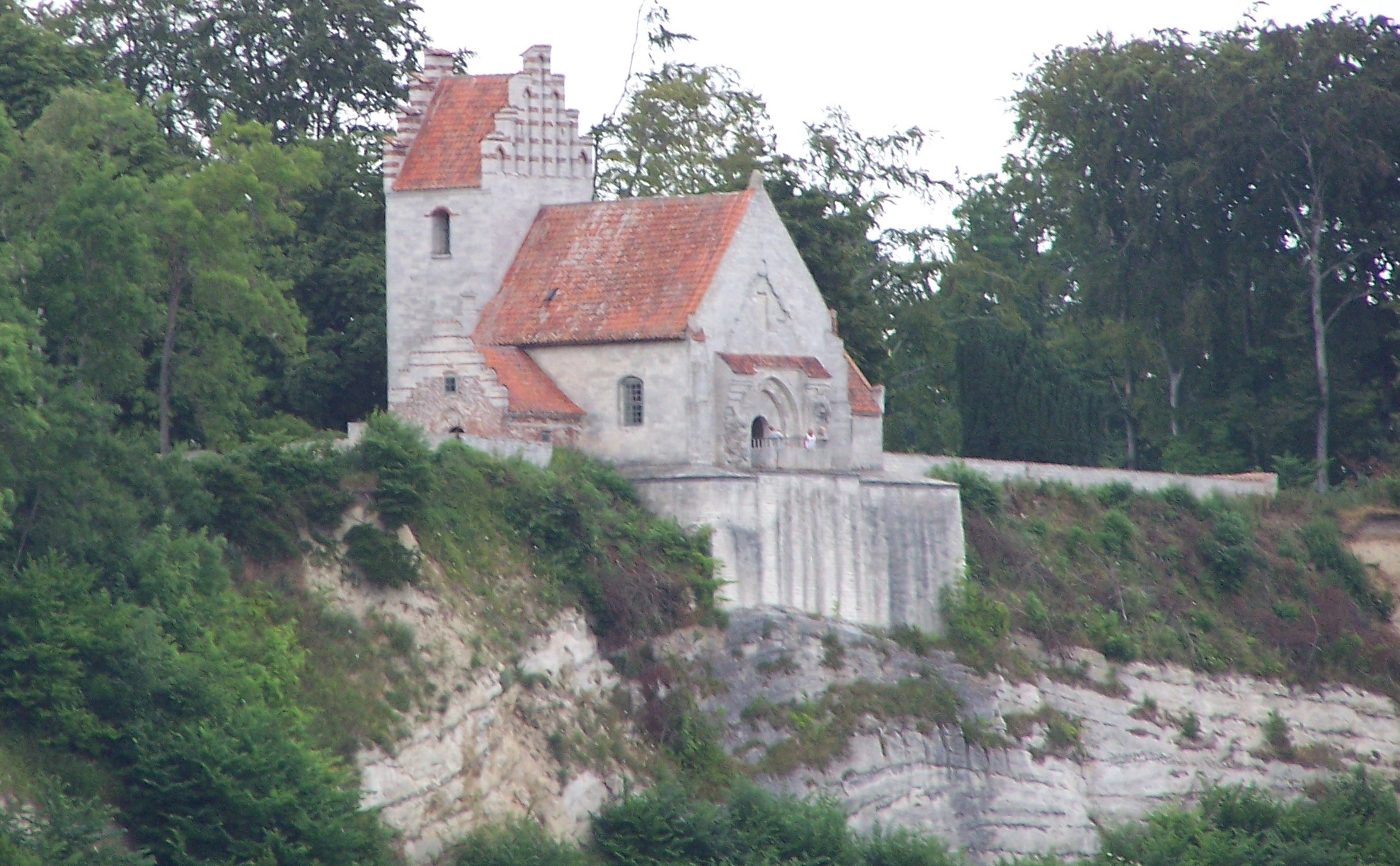
Església d'Højerup.

L'antiga església d'Højerup (Højerup Gamle Kirke) es troba en el cim del penya-segat des de voltants de l'any 1200. Com a resultat de l'erosió l'any 1928 es va produir un lliscament de terres que va provocar l'esfondrament del presbiteri i la seva caiguda fins a la riba sobre la qual s'alçava. Es pot accedir al penya-segat des de l'església gràcies a uns graons. L'any 1913 es va completar una església situada a 300 m terra endins des del penya-segat.

## Patrimoni de la Unesco
El 23 de juny de 2014 la Unesco va anunciar que Stevns Klint i el Mar de Frísia havien estat inclosos a la llista de Patrimoni de la Humanitat de Dinamarca.

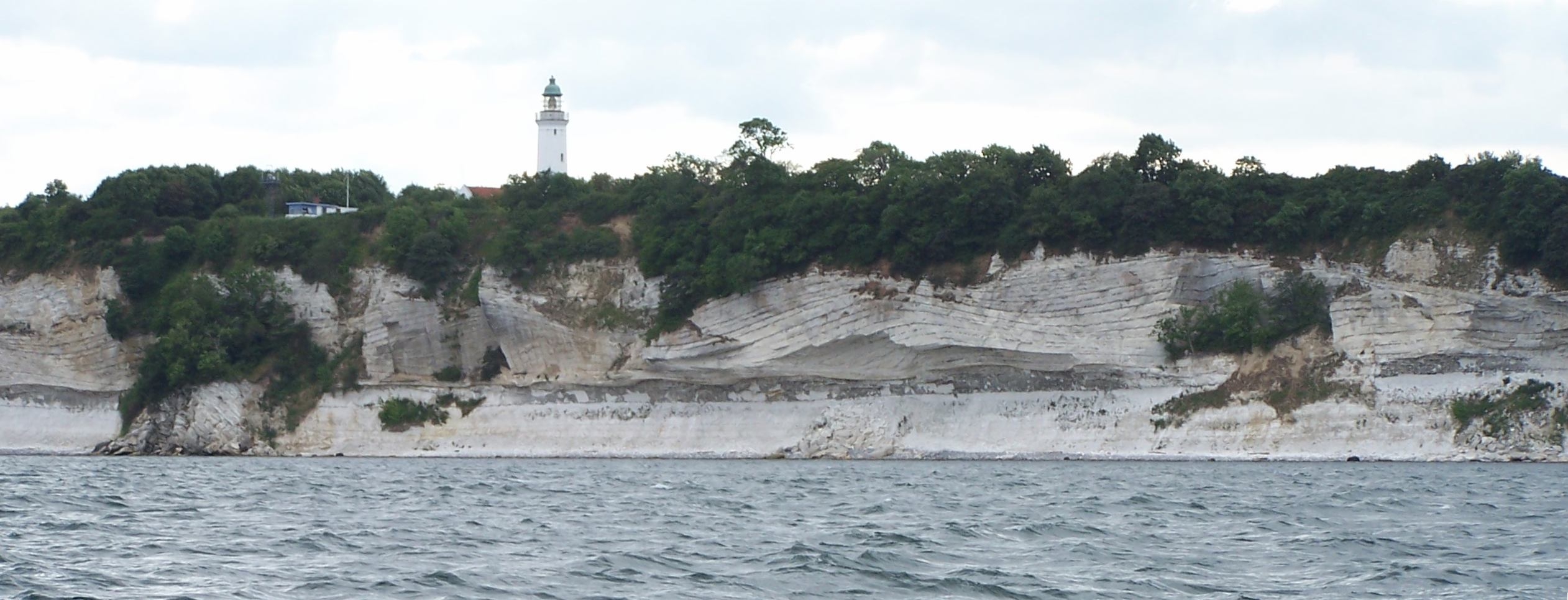
Penya-segats de Stevns Klint i el seu far